# Marienstraße 2 (Stralsund)

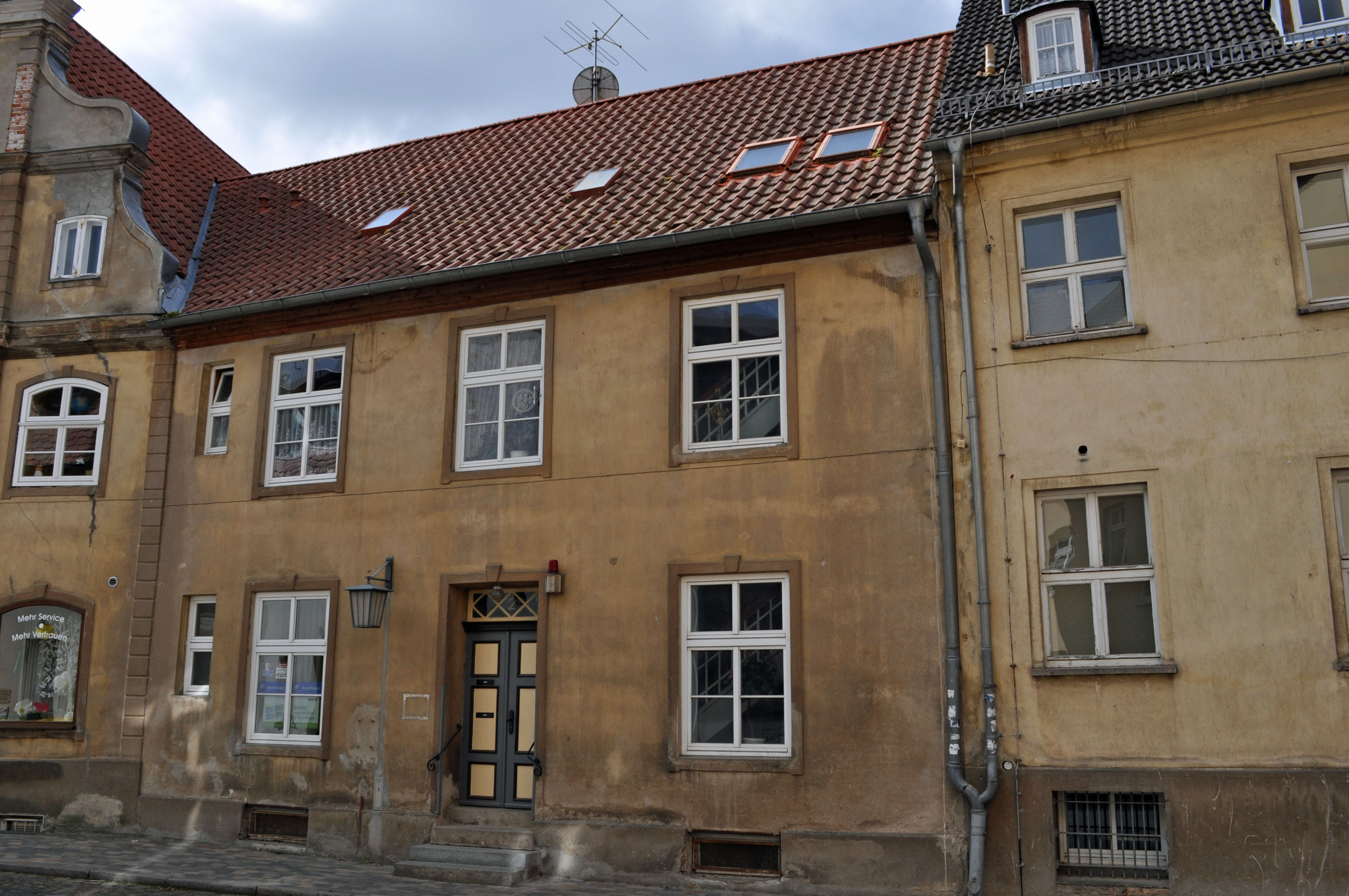
Das Haus Marienstraße 2 in Stralsund (2012)

Marienstraße 2 ist die postalische Adresse eines denkmalgeschützten Bauwerks in der Marienstraße in Stralsund, gegenüber der Einmündung der Bleistraße.
Der zweigeschossige und dreiachsige Putzbau wurde in der zweiten Hälfte des 18. Jahrhunderts errichtet. Die Fassade ist schlicht gestaltet. Die Fenster und der Eingang sind mit Putzfaschen versehen.
Das Haus liegt im Kerngebiet des von der UNESCO als Weltkulturerbe anerkannten Stadtgebietes des Kulturgutes „Historische Altstädte Stralsund und Wismar“. In die Liste der Baudenkmale in Stralsund ist es mit der Nummer 504 eingetragen.